# Århus Amt
Århus Amt var indtil 1. januar 2007 et amt omkring Jyllands største by, Århus, samt Samsø og Anholt.
Det fik sin daværende udstrækning ved Kommunalreformen (1970) med en sammenlægning af Randers, Skanderborg og Århus amter (på nær Horsens, Nørre Snede, Brædstrup og Tørring-Uldum kommuner, der blev lagt til Vejle Amt). Samtidig blev Samsø flyttet fra Holbæk Amt til Århus Amt.
Århus Amt var med omkring 40.000 flere indbyggere end Københavns Amt det folkerigeste i landet.
I forbindelse med Strukturreformen blev området en del af Region Midtjylland, med undtagelse af de nordligste dele af Mariager Kommune, der blev en del af Region Nordjylland.
Amtet omfattede 26 kommuner:
| - Ebeltoft Kommune - Galten Kommune - Gjern Kommune - Grenaa Kommune - Hadsten Kommune - Hammel Kommune - Hinnerup Kommune - Hørning Kommune - Langå Kommune | - Mariager Kommune - Midtdjurs Kommune - Nørhald Kommune - Nørre Djurs Kommune - Odder Kommune - Purhus Kommune - Randers Kommune - Rosenholm Kommune - Rougsø Kommune | - Ry Kommune - Rønde Kommune - Samsø Kommune - Silkeborg Kommune - Skanderborg Kommune - Sønderhald Kommune - Them Kommune - Århus Kommune |

## Indbyggertal
Indbyggertal
| - 1980 - 573.916 - 1985 - 582.229 - 1990 - 597.143 - 1995 - 619.232 - 1999 - 634.435 | - 2000 - 637.122 - 2003 - 649.177 - 2005 - 657.671 - 2006 - 661.370 |

## Amtsborgmestre
Fra oprettelsen frem til nedlæggelsen havde Århus Amt tre amtsborgmestre – alle tre fra Socialdemokratiet:
- 1970-1981 Robert Svane Hansen (1910-1984)
- 1982-1997 Ib Frederiksen (1927-2018)
- 1998-2006 Johannes Flensted-Jensen (født 1944)

## Trafikselskabet "Rutebilerne i Århus Amt"
Århus Amt, var sammen med Ringkjøbing Amt, de eneste 2 daværende amter i Danmark der drev amtstrafikken rundt i amtet på egen hånd. Amtet planlagde selv køreplaner for rutebiler, hvoraf bybustrafikken i amtet var henvist til kommunerne selv. Dette gjorde at man rundt i byerne i det daværende amt, kunne finde forskellige farver på bybusserne. F.eks i Århus hvor Århus Sporveje stod for planlægningen af bybusserne som var sennepsgule, og i Randers hvor busserne var gule og grønne. Rutebilerne i selve amtet skulle være i amtets lyseblå farve, som ligeledes er den farve som Midttrafik, har overtaget til rutebilstrafikken i nyere tid.

### Billetmuligheder
Amtet havde følgende muligheder for transport.
- Kontantbillet
- 10-klipskort
- 2-klipskort
- Natbus billetter
- Tilkøbsbillet og kort
- Abonnementskort
- AbonnementPLUS
- Cykler - barnevogne
- Dagsbillet
- Samsøbillet